# Ana Prvački

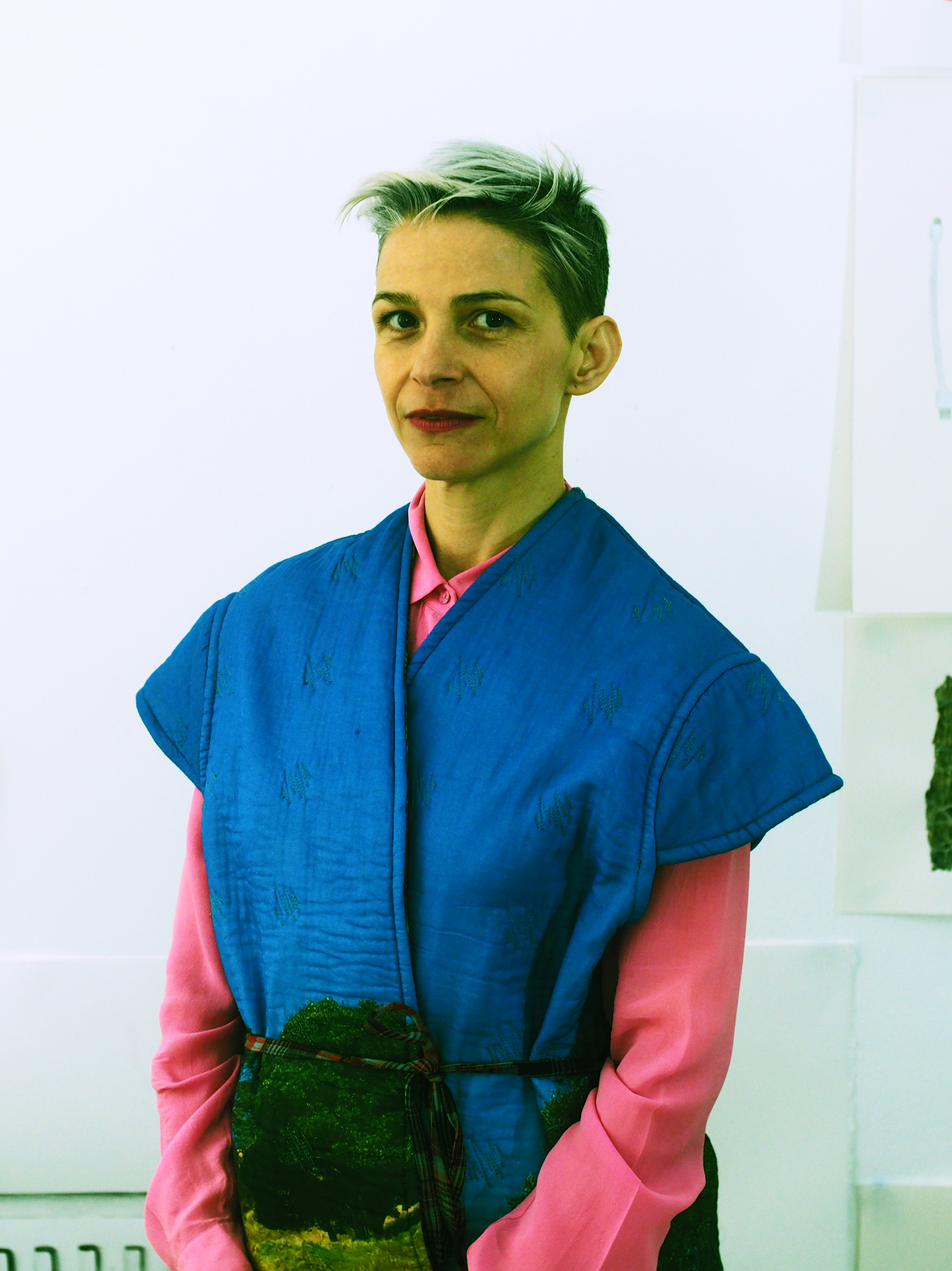
Ana Prvački (2023)

Ana Prvački (* 1976 in Pančevo) ist eine serbische Performance- und Installationskünstlerin.

## Leben und Werk
Ana Prvački studierte bis zum Bachelor am Pratt Institute, New York, erlangte 2001 den Master an der UIC Barcelona – Universitat Internacional de Catalunya und 2005 den Master of Fine Arts am LASALLE College of the Arts in Singapur.
Prvačkis Projekte laden oft zur Teilnahme ein, und manchmal bieten sie dem Publikum Dienstleistungen an. Bei The Money Mountain im New Yorker Artists Space (2008) „wusch“ sie das Papiergeld der Zuschauer, während sie sich mit ihnen über das Finanzwesen, den Wertbegriff und Hygiene unterhielt. Für die Wandering Band im Centre Georges-Pompidou in Paris und im Isabella Stewart Gardner Museum in Boston (2010) waren Musiker eingeladen, ihre täglichen Tonleitern und Klang- und Trillerübungen zu spielen und dabei durch die Galerieräume zu schlendern und das Museum als optisches und akustisches Umfeld zu erkunden. Für die dOCUMENTA (13) schuf Prvački kein unmittelbar greifbares Kunstwerk. Sie heuerte eine Gruppe professioneller Coaches und Benimmlehrer an, um den bei der documenta Beschäftigten Unterricht in Etikette und Höflichkeit zu geben. Vorwiegend wurden die Beschäftigten mit Besucherkontakt – etwa Ausstellungsführer, Wachpersonal, Kartenverkäufer, Garderobenbedienung – vor der Ausstellungseröffnung unterrichtet.
2009 hielt sich Ana Prvački als Artist in Residence im Isabella Stewart Gardner Museum auf.